# Агіонім
Агіо́нім (грец. άγιος «святий» і όνυμα, όνομα — «ім'я», «назва») — ім'я святого, один із видів власної назви.
Приклади агіонімів в українській мові: Іван Хреститель, Микола Чудотворець, Юрій Змієборець, Діва Марія, Варвара Великомучениця, Андрій Первозваний, Антоній і Феодосій Печерські.
Українські агіоніми мають переважно іншомовне походження. Частина з них — це кальки, або такі, що пристосовані до норм української мови.
Агіоніми найбільше представлені в церковно-історичній літературі, яка містить життєписи святих — агіографії (житія).
Агіоніми досліджує агіоніміка — один із розділів ономастики. В українському мовознавстві агіономіка окремого статусу не набула. Агіоніми вивчали в теологічній літературі (особливо в XIX столітті).